# Hydraulic Press Channel
Hydraulic Press Channel (HPC) je vědecký Youtube kanál finského experimentátora Lauri Vuohensilta, kde s jeho ženou Anni provádí experimenty, týkající se vysokého tlaku na variaci předmětů s pomocí hydraulického lisu v jejich továrně.
Video, které je zviditelnilo byl pokus o přeložení kousku papíru více než sedmkrát za použití hydraulického lisu. Tento pokus se stal virálním a video vidělo přes 2 miliony lidí v pouhém rozmezí 24 hodin. Lisování věcí s hydraulickým lisem se stalo hitem. 31. prosince 2016 měl kanál 1 641 000 odběratelů. Jeden z důležitých faktorů popularity tohoto kanálu byl i Lauriho netypický finský přízvuk a jeho reakce plná vzrušení nad neočekávanými výsledky jeho pokusů.
Kanál se také chlubí oceněním zlatého a stříbrného Youtube ocenění, které se obě stala součástí experimentu s hydraulickým lisem. K prosinci 2021 měl kanál již 3 120 000 odběratelů a v součtu 634 milionů zhlédnutí.